# Drum Homage Medley
Drum Homage Medley è un singolo dei Red Hot Chili Peppers, pubblicato nel 2004 come secondo estratto dall'album live Live in Hyde Park.

## Tracce
1. Drum Homage Medley – 1:29